# ATP Tour 2024
Ten artykuł dotyczy trwającego lub niedawnego wydarzenia sportowego. Informacje w nim zamieszczone mogą się zmienić lub zdezaktualizować wraz z postępem zdarzenia. Początkowe doniesienia, wyniki lub statystyki mogą być niepewne. Ostatnie aktualizacje do tego artykułu mogą nie odzwierciedlać najbardziej aktualnych informacji.
ATP Tour 2024 – sezon profesjonalnych męskich turniejów tenisowych organizowanych przez Association of Tennis Professionals w 2024 roku. ATP Tour 2024 obejmuje turnieje wielkoszlemowe (organizowane przez Międzynarodową Federację Tenisową), turnieje rangi ATP Tour Masters 1000, ATP Tour 500, ATP Tour 250, drużynowe zawody United Cup (organizowane wspólnie przez ATP i WTA), Pucharu Lavera i Pucharu Davisa (ostatnie – organizowane przez ITF), kończące sezon zawody ATP Finals i Next Generation ATP Finals, a także rozgrywki podczas igrzysk olimpijskich (organizowane przez ITF). Jest to 55. edycja rozgrywek.
W związku z inwazją Rosji na Ukrainę federacje tenisowe z Rosji i Białorusi zostały zawieszone i wycofane ze wszystkich międzynarodowych rozgrywek drużynowych, a zawodniczki i zawodnicy z Rosji i Białorusi nie mogą startować pod flagą i nazwą swojego państwa.

## Kalendarz turniejów
| Igrzyska olimpijskie  |
| Wielki Szlem          |
| ATP Finals            |
| ATP Tour Masters 1000 |
| ATP Tour 500          |
| ATP Tour 250          |
| zawody drużynowe      |

### Styczeń
| Tydzień | Data        | Turniej                                                   | Zwycięzcy                         | Wynik                   | Finaliści                                | Półfinaliści                      | Ćwierćfinaliści                                                         |
| ------- | ----------- | --------------------------------------------------------- | --------------------------------- | ----------------------- | ---------------------------------------- | --------------------------------- | ----------------------------------------------------------------------- |
| 1.      | 29 grudnia  | United Cup Perth, Sydney Twarda                           | Niemcy                            | 2–1                     | Polska                                   | Francja · Australia               |                                                                         |
| 1.      | 31 grudnia  | Brisbane International Brisbane ATP Tour 250 Twarda       | Grigor Dimitrow                   | 7:6(5), 6:4             | Holger Rune                              | Roman Safiullin Jordan Thompson   | Matteo Arnaldi James Duckworth Rinky Hijikata Rafael Nadal              |
| 1.      | 31 grudnia  | Brisbane International Brisbane ATP Tour 250 Twarda       | Lloyd Glasspool Jean-Julien Rojer | 7:6(3), 5:7, 12–10      | Kevin Krawietz Tim Pütz                  | Roman Safiullin Jordan Thompson   | Matteo Arnaldi James Duckworth Rinky Hijikata Rafael Nadal              |
| 1.      | 1 stycznia  | Hong Kong Tennis Open Hongkong ATP Tour 250 Twarda        | Andriej Rublow                    | 6:4, 6:4                | Emil Ruusuvuori                          | Sebastian Ofner Shang Juncheng    | Roberto Bautista-Agut Arthur Fils Pawieł Kotow Frances Tiafoe           |
| 1.      | 1 stycznia  | Hong Kong Tennis Open Hongkong ATP Tour 250 Twarda        | Marcelo Arévalo Mate Pavić        | 7:6(3), 6:4             | Sander Gillé Joran Vliegen               | Sebastian Ofner Shang Juncheng    | Roberto Bautista-Agut Arthur Fils Pawieł Kotow Frances Tiafoe           |
| 2.      | 8 stycznia  | Adelaide International Adelaide ATP Tour 250 Twarda       | Jiří Lehečka                      | 4:6, 6:4, 6:3           | Jack Draper                              | Aleksandr Bublik Sebastian Korda  | Nicolás Jarry Lorenzo Musetti Christopher O’Connell Tommy Paul          |
| 2.      | 8 stycznia  | Adelaide International Adelaide ATP Tour 250 Twarda       | Rajeev Ram Joe Salisbury          | 7:5, 5:7, 11–9          | Rohan Bopanna Matthew Ebden              | Aleksandr Bublik Sebastian Korda  | Nicolás Jarry Lorenzo Musetti Christopher O’Connell Tommy Paul          |
| 2.      | 8 stycznia  | ASB Classic Auckland ATP Tour 250 Twarda                  | Alejandro Tabilo                  | 6:2, 7:5                | Taro Daniel                              | Arthur Fils Ben Shelton           | Daniel Altmaier Roberto Carballés Baena Alexandre Müller Cameron Norrie |
| 2.      | 8 stycznia  | ASB Classic Auckland ATP Tour 250 Twarda                  | Wesley Koolhof Nikola Mektić      | 6:3, 6:7(5), 10–7       | Marcel Granollers Horacio Zeballos       | Arthur Fils Ben Shelton           | Daniel Altmaier Roberto Carballés Baena Alexandre Müller Cameron Norrie |
| 3.–4.   | 14 stycznia | Australian Open Melbourne Wielki Szlem Twarda             | Jannik Sinner                     | 3:6, 3:6, 6:4, 6:4, 6:3 | Daniił Miedwiediew                       | Novak Đoković Alexander Zverev    | Carlos Alcaraz Taylor Fritz Hubert Hurkacz Andriej Rublow               |
| 3.–4.   | 14 stycznia | Australian Open Melbourne Wielki Szlem Twarda             | Rohan Bopanna Matthew Ebden       | 7:6(0), 7:5             | Simone Bolelli Andrea Vavassori          | Novak Đoković Alexander Zverev    | Carlos Alcaraz Taylor Fritz Hubert Hurkacz Andriej Rublow               |
| 3.–4.   | 14 stycznia | Australian Open Melbourne Wielki Szlem Twarda             | Hsieh Su-wei Jan Zieliński        | 6:7(5), 6:4, 11–9       | Desirae Krawczyk Neal Skupski            | Novak Đoković Alexander Zverev    | Carlos Alcaraz Taylor Fritz Hubert Hurkacz Andriej Rublow               |
| 5.      | 29 stycznia | Open Sud de France Montpellier ATP Tour 250 Twarda (hala) | Aleksandr Bublik                  | 5:7, 6:2, 6:3           | Borna Ćorić                              | Félix Auger-Aliassime Holger Rune | Aleksandr Szewczenko Harold Mayot Michael Mmoh Flavio Cobolli           |
| 5.      | 29 stycznia | Open Sud de France Montpellier ATP Tour 250 Twarda (hala) | Sadio Doumbia Fabien Reboul       | 6:7(5), 6:4, 10–6       | Albano Olivetti Tristan-Samuel Weissborn | Félix Auger-Aliassime Holger Rune | Aleksandr Szewczenko Harold Mayot Michael Mmoh Flavio Cobolli           |
| 5.      | 29 stycznia | Runda kwalifikacyjna Pucharu Davisa                       |                                   |                         |                                          |                                   |                                                                         |

### Luty
| Tydzień | Data      | Turniej                                              | Zwycięzcy                                   | Wynik             | Finaliści                              | Półfinaliści                        | Ćwierćfinaliści                                                           |
| ------- | --------- | ---------------------------------------------------- | ------------------------------------------- | ----------------- | -------------------------------------- | ----------------------------------- | ------------------------------------------------------------------------- |
| 6.      | 5 lutego  | Córdoba Open Córdoba ATP Tour 250 Ceglana            | Luciano Darderi                             | 6:1, 6:4          | Facundo Bagnis                         | Federico Coria Sebastián Báez       | Jaume Munar Tomás Martín Etcheverry Yannick Hanfmann Facundo Díaz Acosta  |
| 6.      | 5 lutego  | Córdoba Open Córdoba ATP Tour 250 Ceglana            | Máximo González Andrés Molteni              | 6:4, 6:1          | Sadio Doumbia Fabien Reboul            | Federico Coria Sebastián Báez       | Jaume Munar Tomás Martín Etcheverry Yannick Hanfmann Facundo Díaz Acosta  |
| 6.      | 5 lutego  | Dallas Open Dallas ATP Tour 250 Twarda (hala)        | Tommy Paul                                  | 7:6(3), 5:7, 6:3  | Marcos Giron                           | Adrian Mannarino Ben Shelton        | Frances Tiafoe James Duckworth Jordan Thompson Dominik Koepfer            |
| 6.      | 5 lutego  | Dallas Open Dallas ATP Tour 250 Twarda (hala)        | Max Purcell Jordan Thompson                 | 6:4, 2:6, 10:8    | William Blumberg Rinky Hijikata        | Adrian Mannarino Ben Shelton        | Frances Tiafoe James Duckworth Jordan Thompson Dominik Koepfer            |
| 6.      | 5 lutego  | Open 13 Marsylia ATP Tour 250 Twarda (hala)          | Ugo Humbert                                 | 6:4, 6:3          | Grigor Dimitrow                        | Hubert Hurkacz Karen Chaczanow      | Tomáš Macháč Alejandro Davidovich Fokina Zhang Zhizhen Arthur Rinderknech |
| 6.      | 5 lutego  | Open 13 Marsylia ATP Tour 250 Twarda (hala)          | Tomáš Macháč Zhang Zhizhen                  | 6:3, 6:4          | Patrik Niklas-Salminen Emil Ruusuvuori | Hubert Hurkacz Karen Chaczanow      | Tomáš Macháč Alejandro Davidovich Fokina Zhang Zhizhen Arthur Rinderknech |
| 7.      | 12 lutego | Rotterdam Open Rotterdam ATP Tour 500 Twarda (hala)  | Jannik Sinner                               | 7:5, 6:4          | Alex de Minaur                         | Grigor Dimitrow Tallon Griekspoor   | Milos Raonic Andriej Rublow Emil Ruusuvuori Aleksandr Szewczenko          |
| 7.      | 12 lutego | Rotterdam Open Rotterdam ATP Tour 500 Twarda (hala)  | Wesley Koolhof Nikola Mektić                | 6:3, 7:5          | Robin Haase Botic van de Zandschulp    | Grigor Dimitrow Tallon Griekspoor   | Milos Raonic Andriej Rublow Emil Ruusuvuori Aleksandr Szewczenko          |
| 7.      | 12 lutego | Argentina Open Buenos Aires ATP Tour 250 Ceglana     | Facundo Díaz Acosta                         | 6:3, 6:4          | Nicolás Jarry                          | Federico Coria Carlos Alcaraz       | Sebastián Báez Tomás Martín Etcheverry Dušan Lajović Andrea Vavassori     |
| 7.      | 12 lutego | Argentina Open Buenos Aires ATP Tour 250 Ceglana     | Simone Bolelli Andrea Vavassori             | 6:2, 7:6(6)       | Marcel Granollers Horacio Zeballos     | Federico Coria Carlos Alcaraz       | Sebastián Báez Tomás Martín Etcheverry Dušan Lajović Andrea Vavassori     |
| 7.      | 12 lutego | Delray Beach Open Delray Beach ATP Tour 250 Twarda   | Taylor Fritz                                | 6:2, 6:3          | Tommy Paul                             | Frances Tiafoe Marcos Giron         | Flavio Cobolli Rinky Hijikata Patrick Kypson Jordan Thompson              |
| 7.      | 12 lutego | Delray Beach Open Delray Beach ATP Tour 250 Twarda   | Julian Cash Robert Galloway                 | 5:7, 7:5, 10:2    | Santiago González Neal Skupski         | Frances Tiafoe Marcos Giron         | Flavio Cobolli Rinky Hijikata Patrick Kypson Jordan Thompson              |
| 8.      | 19 lutego | Rio Open Rio de Janeiro ATP Tour 500 Ceglana         | Sebastián Báez                              | 6:2, 6:1          | Mariano Navone                         | Francisco Cerúndolo Cameron Norrie  | Thiago Monteiro Dušan Lajović João Fonseca Thiago Seyboth Wild            |
| 8.      | 19 lutego | Rio Open Rio de Janeiro ATP Tour 500 Ceglana         | Nicolás Barrientos Rafael Matos             | 6:4, 6:3          | Alexander Erler Lucas Miedler          | Francisco Cerúndolo Cameron Norrie  | Thiago Monteiro Dušan Lajović João Fonseca Thiago Seyboth Wild            |
| 8.      | 19 lutego | Qatar Open Doha ATP Tour 250 Twarda                  | Karen Chaczanow                             | 7:6(12), 7:4      | Jakub Menšík                           | Gaël Monfils Alexei Popyrin         | Andriej Rublow Ugo Humbert Aleksandr Bublik Emil Ruusuvuori               |
| 8.      | 19 lutego | Qatar Open Doha ATP Tour 250 Twarda                  | Jamie Murray Michael Venus                  | 7:6(0), 2:6, 10:8 | Lorenzo Musetti Lorenzo Sonego         | Gaël Monfils Alexei Popyrin         | Andriej Rublow Ugo Humbert Aleksandr Bublik Emil Ruusuvuori               |
| 8.      | 19 lutego | Los Cabos Open Los Cabos ATP Tour 250 Twarda         | Jordan Thompson                             | 6:3, 7:6(4)       | Casper Ruud                            | Alexander Zverev Stefanos Tsitsipas | Nuno Borges Thanasi Kokkinakis Aleksandar Kovacevic Alex Michelsen        |
| 8.      | 19 lutego | Los Cabos Open Los Cabos ATP Tour 250 Twarda         | Max Purcell Jordan Thompson                 | 7:5, 7:6(2)       | Gonzalo Escobar Ołeksandr Nedowiesow   | Alexander Zverev Stefanos Tsitsipas | Nuno Borges Thanasi Kokkinakis Aleksandar Kovacevic Alex Michelsen        |
| 9.      | 26 lutego | Mexican Open Acapulco ATP Tour 500 Twarda            | Alex de Minaur                              | 6:4, 6:4          | Casper Ruud                            | Jack Draper Holger Rune             | Miomir Kecmanović Dominik Koepfer Ben Shelton Stefanos Tsitsipas          |
| 9.      | 26 lutego | Mexican Open Acapulco ATP Tour 500 Twarda            | Hugo Nys Jan Zieliński                      | 6:3, 6:2          | Santiago González Neal Skupski         | Jack Draper Holger Rune             | Miomir Kecmanović Dominik Koepfer Ben Shelton Stefanos Tsitsipas          |
| 9.      | 26 lutego | Dubai Tennis Championships Dubaj ATP Tour 500 Twarda | Ugo Humbert                                 | 6:4, 6:3          | Aleksandr Bublik                       | Daniił Miedwiediew Andriej Rublow   | Alejandro Davidovich Fokina Hubert Hurkacz Sebastian Korda Jiří Lehečka   |
| 9.      | 26 lutego | Dubai Tennis Championships Dubaj ATP Tour 500 Twarda | Tallon Griekspoor Jan-Lennard Struff        | 6:4, 4:6, 10:6    | Ivan Dodig Austin Krajicek             | Daniił Miedwiediew Andriej Rublow   | Alejandro Davidovich Fokina Hubert Hurkacz Sebastian Korda Jiří Lehečka   |
| 9.      | 26 lutego | Chile Open Santiago ATP Tour 250 Ceglana             | Sebastián Báez                              | 3:6, 6:0, 6:4     | Alejandro Tabilo                       | Pedro Martínez Corentin Moutet      | Luciano Darderi Arthur Fils Nicolás Jarry Jaume Munar                     |
| 9.      | 26 lutego | Chile Open Santiago ATP Tour 250 Ceglana             | Marcelo Tomás Barrios Vera Alejandro Tabilo | 6:2, 6:4          | Orlando Luz Matías Soto                | Pedro Martínez Corentin Moutet      | Luciano Darderi Arthur Fils Nicolás Jarry Jaume Munar                     |

### Marzec
| Tydzień | Data     | Turniej                                                        | Zwycięzcy                    | Wynik             | Finaliści                          | Półfinaliści                        | Ćwierćfinaliści                                           |
| ------- | -------- | -------------------------------------------------------------- | ---------------------------- | ----------------- | ---------------------------------- | ----------------------------------- | --------------------------------------------------------- |
| 10.–11. | 6 marca  | Indian Wells Masters Indian Wells ATP Tour Masters 1000 Twarda | Carlos Alcaraz               | 7:6(5), 6:1       | Daniił Miedwiediew                 | Tommy Paul Jannik Sinner            | Jiří Lehečka Holger Rune Casper Ruud Alexander Zverev     |
| 10.–11. | 6 marca  | Indian Wells Masters Indian Wells ATP Tour Masters 1000 Twarda | Wesley Koolhof Nikola Mektić | 7:6(2), 7:6(4)    | Marcel Granollers Horacio Zeballos | Tommy Paul Jannik Sinner            | Jiří Lehečka Holger Rune Casper Ruud Alexander Zverev     |
| 12.–13. | 20 marca | Miami Open Miami ATP Tour Masters 1000 Twarda                  | Jannik Sinner                | 6:3, 6:1          | Grigor Dimitrow                    | Daniił Miedwiediew Alexander Zverev | Carlos Alcaraz Fábián Marozsán Nicolás Jarry Tomáš Macháč |
| 12.–13. | 20 marca | Miami Open Miami ATP Tour Masters 1000 Twarda                  | Rohan Bopanna Matthew Ebden  | 6:7(3), 6:3, 10:6 | Ivan Dodig Austin Krajicek         | Daniił Miedwiediew Alexander Zverev | Carlos Alcaraz Fábián Marozsán Nicolás Jarry Tomáš Macháč |

### Kwiecień
| Tydzień | Data        | Turniej                                                       | Zwycięzcy                            | Wynik          | Finaliści                       | Półfinaliści                            | Ćwierćfinaliści                                                         |
| ------- | ----------- | ------------------------------------------------------------- | ------------------------------------ | -------------- | ------------------------------- | --------------------------------------- | ----------------------------------------------------------------------- |
| 14.     | 1 kwietnia  | Estoril Open Estoril ATP Tour 250 Ceglana                     | Hubert Hurkacz                       | 6:3, 6:4       | Pedro Martínez                  | Cristian Garín Casper Ruud              | Nuno Borges Márton Fucsovics Richard Gasquet Pablo Llamas Ruiz          |
| 14.     | 1 kwietnia  | Estoril Open Estoril ATP Tour 250 Ceglana                     | Gonzalo Escobar Ołeksandr Nedowiesow | 7:5, 6:2       | Sadio Doumbia Fabien Reboul     | Cristian Garín Casper Ruud              | Nuno Borges Márton Fucsovics Richard Gasquet Pablo Llamas Ruiz          |
| 14.     | 1 kwietnia  | Grand Prix Hassan II Marrakesz ATP Tour 250 Ceglana           | Matteo Berrettini                    | 7:5, 6:2       | Roberto Carballés Baena         | Pawieł Kotow Mariano Navone             | Fabio Fognini Nicolas Moreno de Alboran Lorenzo Sonego Aleksandar Vukic |
| 14.     | 1 kwietnia  | Grand Prix Hassan II Marrakesz ATP Tour 250 Ceglana           | Harri Heliövaara Henry Patten        | 3:6, 6:4, 10:4 | Alexander Erler Lucas Miedler   | Pawieł Kotow Mariano Navone             | Fabio Fognini Nicolas Moreno de Alboran Lorenzo Sonego Aleksandar Vukic |
| 14.     | 1 kwietnia  | US Men’s Clay Court Championship Houston ATP Tour 250 Ceglana | Ben Shelton                          | 7:5, 4:6, 6:3  | Frances Tiafoe                  | Luciano Darderi Tomás Martín Etcheverry | Marcos Giron Michael Mmoh Brandon Nakashima Jordan Thompson             |
| 14.     | 1 kwietnia  | US Men’s Clay Court Championship Houston ATP Tour 250 Ceglana | Max Purcell Jordan Thompson          | 7:5, 6:1       | William Blumberg John Peers     | Luciano Darderi Tomás Martín Etcheverry | Marcos Giron Michael Mmoh Brandon Nakashima Jordan Thompson             |
| 15.     | 7 kwietnia  | Monte Carlo Masters Monte Carlo ATP Tour Masters 1000 Ceglana | Stefanos Tsitsipas                   | 6:1, 6:4       | Casper Ruud                     | Novak Đoković Jannik Sinner             | Karen Chaczanow Ugo Humbert Alex de Minaur Holger Rune                  |
| 15.     | 7 kwietnia  | Monte Carlo Masters Monte Carlo ATP Tour Masters 1000 Ceglana | Sander Gillé Joran Vliegen           | 5:7, 6:3, 10:5 | Marcelo Melo Alexander Zverev   | Novak Đoković Jannik Sinner             | Karen Chaczanow Ugo Humbert Alex de Minaur Holger Rune                  |
| 16.     | 15 kwietnia | Barcelona Open Barcelona ATP Tour 500 Ceglana                 | Casper Ruud                          | 7:5, 6:3       | Stefanos Tsitsipas              | Tomás Martín Etcheverry Dušan Lajović   | Matteo Arnaldi Facundo Díaz Acosta Arthur Fils Cameron Norrie           |
| 16.     | 15 kwietnia | Barcelona Open Barcelona ATP Tour 500 Ceglana                 | Máximo González Andrés Molteni       | 4:6, 6:4, 11:9 | Hugo Nys Jan Zieliński          | Tomás Martín Etcheverry Dušan Lajović   | Matteo Arnaldi Facundo Díaz Acosta Arthur Fils Cameron Norrie           |
| 16.     | 15 kwietnia | BMW Open Monachium ATP Tour 250 Ceglana                       | Jan-Lennard Struff                   | 7:5, 6:3       | Taylor Fritz                    | Cristian Garín Holger Rune              | Jack Draper Marc-Andrea Hüsler Alexander Zverev                         |
| 16.     | 15 kwietnia | BMW Open Monachium ATP Tour 250 Ceglana                       | Yuki Bhambri Albano Olivetti         | 7:6(6), 7:6(5) | Andreas Mies Jan-Lennard Struff | Cristian Garín Holger Rune              | Jack Draper Marc-Andrea Hüsler Alexander Zverev                         |
| 16.     | 15 kwietnia | Romanian Open Bukareszt ATP Tour 250 Ceglana                  | Márton Fucsovics                     | 6:4, 7:5       | Mariano Navone                  | Grégoire Barrère Alejandro Tabilo       | João Fonseca Pedro Martínez Corentin Moutet                             |
| 16.     | 15 kwietnia | Romanian Open Bukareszt ATP Tour 250 Ceglana                  | Sadio Doumbia Fabien Reboul          | 6:3, 7:5       | Harri Heliövaara Henry Patten   | Grégoire Barrère Alejandro Tabilo       | João Fonseca Pedro Martínez Corentin Moutet                             |
| 17.–18. | 24 kwietnia | Madrid Open Madryt ATP Tour Masters 1000 Ceglana              | Andriej Rublow                       | 4:6, 7:5, 7:5  | Félix Auger-Aliassime           | Taylor Fritz Jiří Lehečka               | Carlos Alcaraz Francisco Cerúndolo Daniił Miedwiediew Jannik Sinner     |
| 17.–18. | 24 kwietnia | Madrid Open Madryt ATP Tour Masters 1000 Ceglana              | Sebastian Korda Jordan Thompson      | 6:3, 7:6(7)    | Ariel Behar Adam Pavlásek       | Taylor Fritz Jiří Lehečka               | Carlos Alcaraz Francisco Cerúndolo Daniił Miedwiediew Jannik Sinner     |

### Maj
| Tydzień | Data    | Turniej                                                    | Zwycięzcy                              | Wynik                   | Finaliści                         | Półfinaliści                     | Ćwierćfinaliści                                                      |
| ------- | ------- | ---------------------------------------------------------- | -------------------------------------- | ----------------------- | --------------------------------- | -------------------------------- | -------------------------------------------------------------------- |
| 19.–20. | 8 maja  | Internazionali d’Italia Rzym ATP Tour Masters 1000 Ceglana | Alexander Zverev                       | 6:4, 7:5                | Nicolás Jarry                     | Tommy Paul Alejandro Tabilo      | Taylor Fritz Hubert Hurkacz Stefanos Tsitsipas Zhang Zhizhen         |
| 19.–20. | 8 maja  | Internazionali d’Italia Rzym ATP Tour Masters 1000 Ceglana | Marcel Granollers Horacio Zeballos     | 6:2, 6:2                | Marcelo Arévalo Mate Pavić        | Tommy Paul Alejandro Tabilo      | Taylor Fritz Hubert Hurkacz Stefanos Tsitsipas Zhang Zhizhen         |
| 21.     | 19 maja | Geneva Open Genewa ATP Tour 250 Ceglana                    | Casper Ruud                            | 7:5, 6:3                | Tomáš Macháč                      | Flavio Cobolli Novak Đoković     | Sebastián Báez Tallon Griekspoor Alex Michelsen Aleksandr Szewczenko |
| 21.     | 19 maja | Geneva Open Genewa ATP Tour 250 Ceglana                    | Marcelo Arévalo Mate Pavić             | 7:6(2), 7:5             | Lloyd Glasspool Jean-Julien Rojer | Flavio Cobolli Novak Đoković     | Sebastián Báez Tallon Griekspoor Alex Michelsen Aleksandr Szewczenko |
| 21.     | 19 maja | Lyon Open Lyon ATP Tour 250 Ceglana                        | Giovanni Mpetshi Perricard             | 6:4, 1:6, 7:6(7)        | Tomás Martín Etcheverry           | Aleksandr Bublik Luciano Darderi | Hugo Gaston Dominik Koepfer Pawieł Kotow Arthur Rinderknech          |
| 21.     | 19 maja | Lyon Open Lyon ATP Tour 250 Ceglana                        | Harri Heliövaara Henry Patten          | 3:6, 7:6(4), 10:8       | Yuki Bhambri Albano Olivetti      | Aleksandr Bublik Luciano Darderi | Hugo Gaston Dominik Koepfer Pawieł Kotow Arthur Rinderknech          |
| 22.–23. | 26 maja | French Open Paryż Wielki Szlem Ceglana                     | Carlos Alcaraz                         | 6:3, 2:6, 5:7, 6:1, 6:2 | Alexander Zverev                  | Casper Ruud Jannik Sinner        | Grigor Dimitrow Novak Đoković Alex de Minaur Stefanos Tsitsipas      |
| 22.–23. | 26 maja | French Open Paryż Wielki Szlem Ceglana                     | Marcelo Arévalo Mate Pavić             | 7:5, 6:3                | Simone Bolelli Andrea Vavassori   | Casper Ruud Jannik Sinner        | Grigor Dimitrow Novak Đoković Alex de Minaur Stefanos Tsitsipas      |
| 22.–23. | 26 maja | French Open Paryż Wielki Szlem Ceglana                     | Laura Siegemund Édouard Roger-Vasselin | 6:4, 7:5                | Desirae Krawczyk Neal Skupski     | Casper Ruud Jannik Sinner        | Grigor Dimitrow Novak Đoković Alex de Minaur Stefanos Tsitsipas      |

### Czerwiec
| Tydzień | Data       | Turniej                                                    | Zwycięzcy                         | Wynik             | Finaliści                      | Półfinaliści                      | Ćwierćfinaliści                                                    |
| ------- | ---------- | ---------------------------------------------------------- | --------------------------------- | ----------------- | ------------------------------ | --------------------------------- | ------------------------------------------------------------------ |
| 24.     | 10 czerwca | Rosmalen Open ’s-Hertogenbosch ATP Tour 250 Trawiasta      | Alex de Minaur                    | 6:2, 6:4          | Sebastian Korda                | Tallon Griekspoor Ugo Humbert     | Gijs Brouwer Tommy Paul Milos Raonic Aleksandar Vukic              |
| 24.     | 10 czerwca | Rosmalen Open ’s-Hertogenbosch ATP Tour 250 Trawiasta      | Nathaniel Lammons Jackson Withrow | 7:6(5), 7:6(3)    | Wesley Koolhof Nikola Mektić   | Tallon Griekspoor Ugo Humbert     | Gijs Brouwer Tommy Paul Milos Raonic Aleksandar Vukic              |
| 24.     | 10 czerwca | Stuttgart Open Stuttgart ATP Tour 250 Trawiasta            | Jack Draper                       | 3:6, 7:6(5), 6:4  | Matteo Berrettini              | Lorenzo Musetti Brandon Nakashima | Aleksandr Bublik James Duckworth Jan-Lennard Struff Frances Tiafoe |
| 24.     | 10 czerwca | Stuttgart Open Stuttgart ATP Tour 250 Trawiasta            | Rafael Matos Marcelo Melo         | 3:6, 6:3, 10:8    | Julian Cash Robert Galloway    | Lorenzo Musetti Brandon Nakashima | Aleksandr Bublik James Duckworth Jan-Lennard Struff Frances Tiafoe |
| 25.     | 17 czerwca | Halle Open Halle ATP Tour 500 Trawiasta                    | Jannik Sinner                     | 7:6(8), 7:6(2)    | Hubert Hurkacz                 | Zhang Zhizhen Alexander Zverev    | Christopher Eubanks Arthur Fils Marcos Giron Jan-Lennard Struff    |
| 25.     | 17 czerwca | Halle Open Halle ATP Tour 500 Trawiasta                    | Simone Bolelli Andrea Vavassori   | 7:6(3), 7:6(5)    | Kevin Krawietz Tim Pütz        | Zhang Zhizhen Alexander Zverev    | Christopher Eubanks Arthur Fils Marcos Giron Jan-Lennard Struff    |
| 25.     | 17 czerwca | Queen’s Club Championships Londyn ATP Tour 500 Trawiasta   | Tommy Paul                        | 6:1, 7:6(8)       | Lorenzo Musetti                | Sebastian Korda Jordan Thompson   | Jack Draper Taylor Fritz Billy Harris Rinky Hijikata               |
| 25.     | 17 czerwca | Queen’s Club Championships Londyn ATP Tour 500 Trawiasta   | Neal Skupski Michael Venus        | 4:6, 7:6(5), 10:8 | Taylor Fritz Karen Chaczanow   | Sebastian Korda Jordan Thompson   | Jack Draper Taylor Fritz Billy Harris Rinky Hijikata               |
| 26.     | 23 czerwca | Mallorca Championships Santa Ponça ATP Tour 250 Trawiasta  | Alejandro Tabilo                  | 6:3, 6:4          | Sebastian Ofner                | Paul Jubb Gaël Monfils            | Roberto Bautista-Agut Jakub Menšík Alex Michelsen Ben Shelton      |
| 26.     | 23 czerwca | Mallorca Championships Santa Ponça ATP Tour 250 Trawiasta  | Julian Cash Robert Galloway       | 6:4, 6:4          | Diego Hidalgo Alejandro Tabilo | Paul Jubb Gaël Monfils            | Roberto Bautista-Agut Jakub Menšík Alex Michelsen Ben Shelton      |
| 26.     | 24 czerwca | Eastbourne International Eastbourne ATP Tour 250 Trawiasta | Taylor Fritz                      | 6:4, 6:3          | Max Purcell                    | Billy Harris Aleksandar Vukic     | Flavio Cobolli Shang Juncheng Miomir Kecmanović Yoshihito Nishioka |
| 26.     | 24 czerwca | Eastbourne International Eastbourne ATP Tour 250 Trawiasta | Neal Skupski Michael Venus        | 4:6, 7:6(2), 11:9 | Matthew Ebden John Peers       | Billy Harris Aleksandar Vukic     | Flavio Cobolli Shang Juncheng Miomir Kecmanović Yoshihito Nishioka |

### Lipiec
| Tydzień | Data     | Turniej                                            | Zwycięzcy                                 | Wynik                  | Finaliści                            | Półfinaliści                          | Ćwierćfinaliści                                                             |
| ------- | -------- | -------------------------------------------------- | ----------------------------------------- | ---------------------- | ------------------------------------ | ------------------------------------- | --------------------------------------------------------------------------- |
| 27.–28. | 1 lipca  | Wimbledon Londyn Wielki Szlem Trawiasta            | Carlos Alcaraz                            | 6:2, 6:2, 7:6(4)       | Novak Đoković                        | Daniił Miedwiediew Lorenzo Musetti    | Taylor Fritz Alex de Minaur Tommy Paul Jannik Sinner                        |
| 27.–28. | 1 lipca  | Wimbledon Londyn Wielki Szlem Trawiasta            | Harri Heliövaara Henry Patten             | 6:7(7), 7:6(8), 7:6(9) | Max Purcell Jordan Thompson          | Daniił Miedwiediew Lorenzo Musetti    | Taylor Fritz Alex de Minaur Tommy Paul Jannik Sinner                        |
| 27.–28. | 1 lipca  | Wimbledon Londyn Wielki Szlem Trawiasta            | Hsieh Su-wei Jan Zieliński                | 6:4, 6:2               | Giuliana Olmos Santiago González     | Daniił Miedwiediew Lorenzo Musetti    | Taylor Fritz Alex de Minaur Tommy Paul Jannik Sinner                        |
| 29.     | 15 lipca | Hamburg European Open Hamburg ATP Tour 500 Ceglana | Arthur Fils                               | 6:3, 3:6, 7:6(1)       | Alexander Zverev                     | Sebastián Báez Pedro Martínez         | Francisco Cerúndolo Luciano Darderi Holger Rune Zhang Zhizhen               |
| 29.     | 15 lipca | Hamburg European Open Hamburg ATP Tour 500 Ceglana | Kevin Krawietz Tim Pütz                   | 7:6(8), 6:2            | Fabien Reboul Édouard Roger-Vasselin | Sebastián Báez Pedro Martínez         | Francisco Cerúndolo Luciano Darderi Holger Rune Zhang Zhizhen               |
| 29.     | 15 lipca | Swedish Open Båstad ATP Tour 250 Ceglana           | Nuno Borges                               | 6:3, 6:2               | Rafael Nadal                         | Duje Ajduković Thiago Agustín Tirante | Roberto Carballés Baena Thiago Monteiro Mariano Navone Timofiej Skatow      |
| 29.     | 15 lipca | Swedish Open Båstad ATP Tour 250 Ceglana           | Orlando Luz Rafael Matos                  | 7:5, 6:4               | Manuel Guinard Grégoire Jacq         | Duje Ajduković Thiago Agustín Tirante | Roberto Carballés Baena Thiago Monteiro Mariano Navone Timofiej Skatow      |
| 29.     | 15 lipca | Swiss Open Gstaad Gstaad ATP Tour 250 Ceglana      | Matteo Berrettini                         | 6:3, 6:1               | Quentin Halys                        | Jan-Lennard Struff Stefanos Tsitsipas | Félix Auger-Aliassime Tomás Martín Etcheverry Fabio Fognini Gustavo Heide   |
| 29.     | 15 lipca | Swiss Open Gstaad Gstaad ATP Tour 250 Ceglana      | Yuki Bhambri Albano Olivetti              | 3:6, 6:3, 10:6         | Ugo Humbert Fabrice Martin           | Jan-Lennard Struff Stefanos Tsitsipas | Félix Auger-Aliassime Tomás Martín Etcheverry Fabio Fognini Gustavo Heide   |
| 29.     | 15 lipca | Hall of Fame Open Newport ATP Tour 250 Trawiasta   | Marcos Giron                              | 6:7(4), 6:3, 7:5       | Alex Michelsen                       | Christopher Eubanks Reilly Opelka     | Alex Bolt Aleksandar Kovacevic Mackenzie McDonald Aleksandar Vukic          |
| 29.     | 15 lipca | Hall of Fame Open Newport ATP Tour 250 Trawiasta   | André Göransson Sem Verbeek               | 6:3, 6:4               | Robert Cash James Tracy              | Christopher Eubanks Reilly Opelka     | Alex Bolt Aleksandar Kovacevic Mackenzie McDonald Aleksandar Vukic          |
| 30.     | 21 lipca | Austrian Open Kitzbühel ATP Tour 250 Ceglana       | Matteo Berrettini                         | 7:5, 6:3               | Hugo Gaston                          | Facundo Díaz Acosta Yannick Hanfmann  | Sebastián Báez Pedro Martínez Nicolas Moreno de Alboran Thiago Seyboth Wild |
| 30.     | 21 lipca | Austrian Open Kitzbühel ATP Tour 250 Ceglana       | Alexander Erler Andreas Mies              | 6:3, 3:6, 10:6         | Constantin Frantzen Hendrik Jebens   | Facundo Díaz Acosta Yannick Hanfmann  | Sebastián Báez Pedro Martínez Nicolas Moreno de Alboran Thiago Seyboth Wild |
| 30.     | 21 lipca | Croatia Open Umag Umag ATP Tour 250 Ceglana        | Francisco Cerúndolo                       | 2:6, 6:4, 7:6(5)       | Lorenzo Musetti                      | Jakub Menšík Andriej Rublow           | Tseng Chun-hsin Dušan Lajović Fábián Marozsán Lorenzo Sonego                |
| 30.     | 21 lipca | Croatia Open Umag Umag ATP Tour 250 Ceglana        | Guido Andreozzi Miguel Ángel Reyes-Varela | 6:4, 6:2               | Manuel Guinard Grégoire Jacq         | Jakub Menšík Andriej Rublow           | Tseng Chun-hsin Dušan Lajović Fábián Marozsán Lorenzo Sonego                |
| 30.     | 22 lipca | Atlanta Open Atlanta ATP Tour 250 Twarda           | Yoshihito Nishioka                        | 4:6, 7:6(2), 6:2       | Jordan Thompson                      | Shang Juncheng Arthur Rinderknech     | Mattia Bellucci Alejandro Davidovich Fokina Max Purcell Frances Tiafoe      |
| 30.     | 22 lipca | Atlanta Open Atlanta ATP Tour 250 Twarda           | Nathaniel Lammons Jackson Withrow         | 4:6, 6:4, 12:10        | André Göransson Sem Verbeek          | Shang Juncheng Arthur Rinderknech     | Mattia Bellucci Alejandro Davidovich Fokina Max Purcell Frances Tiafoe      |
| 31.     | 29 lipca | Washington Open Waszyngton ATP Tour 500 Twarda     | Sebastian Korda                           | 4:6, 6:2, 6:0          | Flavio Cobolli                       | Ben Shelton Frances Tiafoe            | Alex Michelsen Andriej Rublow Denis Shapovalov Jordan Thompson              |
| 31.     | 29 lipca | Washington Open Waszyngton ATP Tour 500 Twarda     | Nathaniel Lammons Jackson Withrow         | 7:5, 6:3               | Rafael Matos Marcelo Melo            | Ben Shelton Frances Tiafoe            | Alex Michelsen Andriej Rublow Denis Shapovalov Jordan Thompson              |

| Tydzień | Data     | Turniej                                                             | Złoty medal                     | Wynik                | Srebrny medal              | Brązowy medal                            | Wynik         | Czwarte miejsce             |
| 31.     | 27 lipca | Letnie Igrzyska Olimpijskie 2024 Paryż Igrzyska olimpijskie Ceglana | Novak Đoković                   | 7:6(3), 7:6(2)       | Carlos Alcaraz             | Lorenzo Musetti                          | 6:4, 1:6, 6:3 | Félix Auger-Aliassime       |
| 31.     | 27 lipca | Letnie Igrzyska Olimpijskie 2024 Paryż Igrzyska olimpijskie Ceglana | Matthew Ebden John Peers        | 6:7(6), 7:6(1), 10:8 | Austin Krajicek Rajeev Ram | Taylor Fritz Tommy Paul                  | 6:3, 6:4      | Tomáš Macháč Adam Pavlásek  |
| 31.     | 27 lipca | Letnie Igrzyska Olimpijskie 2024 Paryż Igrzyska olimpijskie Ceglana | Kateřina Siniaková Tomáš Macháč | 6:2, 5:7, 10:8       | Wang Xinyu Zhang Zhizhen   | Gabriela Dabrowski Félix Auger-Aliassime | 6:3, 7:6(2)   | Demi Schuurs Wesley Koolhof |

### Sierpień
| Tydzień | Data        | Turniej                                                 | Zwycięzcy                          | Wynik         | Finaliści                         | Półfinaliści                     | Ćwierćfinaliści                                                    |
| ------- | ----------- | ------------------------------------------------------- | ---------------------------------- | ------------- | --------------------------------- | -------------------------------- | ------------------------------------------------------------------ |
| 32.     | 6 sierpnia  | Canadian Open Montreal ATP Tour Masters 1000 Twarda     | Alexei Popyrin                     | 6:2, 6:4      | Andriej Rublow                    | Matteo Arnaldi Sebastian Korda   | Hubert Hurkacz Kei Nishikori Jannik Sinner Alexander Zverev        |
| 32.     | 6 sierpnia  | Canadian Open Montreal ATP Tour Masters 1000 Twarda     | Marcel Granollers Horacio Zeballos | 6:2, 7:6(4)   | Rajeev Ram Joe Salisbury          | Matteo Arnaldi Sebastian Korda   | Hubert Hurkacz Kei Nishikori Jannik Sinner Alexander Zverev        |
| 33.     | 12 sierpnia | Cincinnati Open Cincinnati ATP Tour Masters 1000 Twarda | Jannik Sinner                      | 7:6(4), 6:2   | Frances Tiafoe                    | Holger Rune Alexander Zverev     | Jack Draper Hubert Hurkacz Andriej Rublow Ben Shelton              |
| 33.     | 12 sierpnia | Cincinnati Open Cincinnati ATP Tour Masters 1000 Twarda | Marcelo Arévalo Mate Pavić         | 6:2, 6:4      | Mackenzie McDonald Alex Michelsen | Holger Rune Alexander Zverev     | Jack Draper Hubert Hurkacz Andriej Rublow Ben Shelton              |
| 34.     | 18 sierpnia | Winston-Salem Open Winston-Salem ATP Tour 250 Twarda    | Lorenzo Sonego                     | 6:0, 6:3      | Alex Michelsen                    | David Goffin Pablo Carreño-Busta | Christopher Eubanks Rinky Hijikata Pawieł Kotow Learner Tien       |
| 34.     | 18 sierpnia | Winston-Salem Open Winston-Salem ATP Tour 250 Twarda    | Nathaniel Lammons Jackson Withrow  | 6:4, 6:3      | Julian Cash Robert Galloway       | David Goffin Pablo Carreño-Busta | Christopher Eubanks Rinky Hijikata Pawieł Kotow Learner Tien       |
| 35.–36. | 26 sierpnia | US Open Nowy Jork Wielki Szlem Twarda                   | Jannik Sinner                      | 6:3, 6:4, 7:5 | Taylor Fritz                      | Jack Draper Frances Tiafoe       | Grigor Dimitrow Daniił Miedwiediew Alex de Minaur Alexander Zverev |
| 35.–36. | 26 sierpnia | US Open Nowy Jork Wielki Szlem Twarda                   | Max Purcell Jordan Thompson        | 6:4, 7:6(4)   | Kevin Krawietz Tim Pütz           | Jack Draper Frances Tiafoe       | Grigor Dimitrow Daniił Miedwiediew Alex de Minaur Alexander Zverev |
| 35.–36. | 26 sierpnia | US Open Nowy Jork Wielki Szlem Twarda                   | Sara Errani Andrea Vavassori       | 7:6(0), 7:5   | Taylor Townsend Donald Young      | Jack Draper Frances Tiafoe       | Grigor Dimitrow Daniił Miedwiediew Alex de Minaur Alexander Zverev |

### Wrzesień
| Tydzień | Data        | Turniej                                                   | Zwycięzcy                                    | Wynik               | Finaliści                          | Półfinaliści                       | Ćwierćfinaliści                                                            |
| ------- | ----------- | --------------------------------------------------------- | -------------------------------------------- | ------------------- | ---------------------------------- | ---------------------------------- | -------------------------------------------------------------------------- |
| 37.     | 9 września  | Faza grupowa Pucharu Davisa                               |                                              |                     |                                    |                                    |                                                                            |
| 38.     | 18 września | Chengdu Open Chengdu ATP Tour 250 Twarda                  | Shang Juncheng                               | 7:6(4), 6:1         | Lorenzo Musetti                    | Yannick Hanfmann Alibiek Kaczmazow | Aleksandr Bublik Nicolás Jarry Adrian Mannarino Pedro Martínez             |
| 38.     | 18 września | Chengdu Open Chengdu ATP Tour 250 Twarda                  | Sadio Doumbia Fabien Reboul                  | 6:4, 4:6, 10:4      | Yuki Bhambri Albano Olivetti       | Yannick Hanfmann Alibiek Kaczmazow | Aleksandr Bublik Nicolás Jarry Adrian Mannarino Pedro Martínez             |
| 38.     | 18 września | Zhuhai Championships Zhuhai ATP Tour 250 Twarda           | Marin Cilic                                  | 7:6(5), 7:6(5)      | Zhang Zhizhen                      | Bu Yunchaokete Brandon Nakashima   | Roberto Carballés Baena Rinky Hijikata Michaił Kukuszkin Yasutaka Uchiyama |
| 38.     | 18 września | Zhuhai Championships Zhuhai ATP Tour 250 Twarda           | Jeevan Nedunchezhiyan Vijay Sundar Prashanth | 4:6, 7:6(5), 10:7   | Constantin Frantzen Hendrik Jebens | Bu Yunchaokete Brandon Nakashima   | Roberto Carballés Baena Rinky Hijikata Michaił Kukuszkin Yasutaka Uchiyama |
| 38.     | 20 września | Puchar Lavera Berlin Twarda (hala)                        | Drużyna Europejska                           | 13:11               | Drużyna Światowa                   |                                    |                                                                            |
| 39.     | 25 września | Japan Open Tennis Championships Tokio ATP Tour 500 Twarda | Arthur Fils                                  | 5:7, 7:6(6), 6:3    | Ugo Humbert                        | Tomáš Macháč Holger Rune           | Jack Draper Alex Michelsen Kei Nishikori Ben Shelton                       |
| 39.     | 25 września | Japan Open Tennis Championships Tokio ATP Tour 500 Twarda | Julian Cash Lloyd Glasspool                  | 6:4, 4:6, 12:10     | Ariel Behar Robert Galloway        | Tomáš Macháč Holger Rune           | Jack Draper Alex Michelsen Kei Nishikori Ben Shelton                       |
| 39.     | 26 września | China Open Pekin ATP Tour 500 Twarda                      | Carlos Alcaraz                               | 6:7(6), 6:4, 7:6(3) | Jannik Sinner                      | Daniił Miedwiediew Bu Yunchaokete  | Karen Chaczanow Flavio Cobolli Jiří Lehečka Andriej Rublow                 |
| 39.     | 26 września | China Open Pekin ATP Tour 500 Twarda                      | Simone Bolelli Andrea Vavassori              | 4:6, 6:3, 10:5      | Harri Heliövaara Henry Patten      | Daniił Miedwiediew Bu Yunchaokete  | Karen Chaczanow Flavio Cobolli Jiří Lehečka Andriej Rublow                 |

### Październik
| Tydzień | Data            | Turniej                                                 | Zwycięzcy                               | Wynik              | Finaliści                            | Półfinaliści                         | Ćwierćfinaliści                                                     |
| ------- | --------------- | ------------------------------------------------------- | --------------------------------------- | ------------------ | ------------------------------------ | ------------------------------------ | ------------------------------------------------------------------- |
| 40.–41. | 2 października  | Shanghai Masters Szanghaj ATP Tour Masters 1000 Twarda  | Jannik Sinner                           | 7:6(4), 6:3        | Novak Đoković                        | Taylor Fritz Tomáš Macháč            | Carlos Alcaraz David Goffin Jakub Menšík Daniił Miedwiediew         |
| 40.–41. | 2 października  | Shanghai Masters Szanghaj ATP Tour Masters 1000 Twarda  | Wesley Koolhof Nikola Mektić            | 6:4, 6:4           | Máximo González Andrés Molteni       | Taylor Fritz Tomáš Macháč            | Carlos Alcaraz David Goffin Jakub Menšík Daniił Miedwiediew         |
| 42.     | 14 października | European Open Antwerpia ATP Tour 250 Twarda (hala)      | Roberto Bautista-Agut                   | 7:5, 6:1           | Jiří Lehečka                         | Hugo Gaston Marcos Giron             | Félix Auger-Aliassime Zizou Bergs Alex de Minaur Stefanos Tsitsipas |
| 42.     | 14 października | European Open Antwerpia ATP Tour 250 Twarda (hala)      | Alexander Erler Lucas Miedler           | 6:4, 1:6, 10:8     | Robert Galloway Ołeksandr Nedowiesow | Hugo Gaston Marcos Giron             | Félix Auger-Aliassime Zizou Bergs Alex de Minaur Stefanos Tsitsipas |
| 42.     | 14 października | Almaty Open Ałmaty ATP Tour 250 Twarda (hala)           | Karen Chaczanow                         | 6:2, 5:7, 6:3      | Gabriel Diallo                       | Francisco Cerúndolo Aleksandar Vukic | Aleksandr Szewczenko Alejandro Tabilo Frances Tiafoe Beibit Żukajew |
| 42.     | 14 października | Almaty Open Ałmaty ATP Tour 250 Twarda (hala)           | Rithvik Choudary Bollipalli Arjun Kadhe | 3:6, 7:6(3), 14:12 | Nicolás Barrientos Skander Mansouri  | Francisco Cerúndolo Aleksandar Vukic | Aleksandr Szewczenko Alejandro Tabilo Frances Tiafoe Beibit Żukajew |
| 42.     | 14 października | Stockholm Open Sztokholm ATP Tour 250 Twarda (hala)     | Tommy Paul                              | 6:4, 6:3           | Grigor Dimitrow                      | Stan Wawrinka Tallon Griekspoor      | Miomir Kecmanović Andriej Rublow Casper Ruud Dominic Stricker       |
| 42.     | 14 października | Stockholm Open Sztokholm ATP Tour 250 Twarda (hala)     | Harri Heliövaara Henry Patten           | 7:5, 6:3           | Petr Nouza Patrik Rikl               | Stan Wawrinka Tallon Griekspoor      | Miomir Kecmanović Andriej Rublow Casper Ruud Dominic Stricker       |
| 43.     | 21 października | Swiss Indoors Basel Bazylea ATP Tour 500 Twarda (hala)  | Giovanni Mpetshi Perricard              | 6:4, 7:6(4)        | Ben Shelton                          | Arthur Fils Holger Rune              | David Goffin Andriej Rublow Denis Shapovalov Stefanos Tsitsipas     |
| 43.     | 21 października | Swiss Indoors Basel Bazylea ATP Tour 500 Twarda (hala)  | Jamie Murray John Peers                 | 6:3, 7:5           | Wesley Koolhof Nikola Mektić         | Arthur Fils Holger Rune              | David Goffin Andriej Rublow Denis Shapovalov Stefanos Tsitsipas     |
| 43.     | 21 października | Vienna Open Wiedeń ATP Tour 500 Twarda (hala)           | Jack Draper                             | 6:4, 7:5           | Karen Chaczanow                      | Alex de Minaur Lorenzo Musetti       | Matteo Berrettini Tomáš Macháč Jakub Menšík Alexander Zverev        |
| 43.     | 21 października | Vienna Open Wiedeń ATP Tour 500 Twarda (hala)           | Alexander Erler Lucas Miedler           | 4:6, 6:3, 10:1     | Neal Skupski Michael Venus           | Alex de Minaur Lorenzo Musetti       | Matteo Berrettini Tomáš Macháč Jakub Menšík Alexander Zverev        |
| 44.     | 28 października | Paris Masters Paryż ATP Tour Masters 1000 Twarda (hala) | Alexander Zverev                        | 6:2, 6:2           | Ugo Humbert                          | Karen Chaczanow Holger Rune          | Alex de Minaur Grigor Dimitrow Jordan Thompson Stefanos Tsitsipas   |
| 44.     | 28 października | Paris Masters Paryż ATP Tour Masters 1000 Twarda (hala) | Wesley Koolhof Nikola Mektić            | 3:6, 6:3, 10–5     | Lloyd Glasspool Adam Pavlásek        | Karen Chaczanow Holger Rune          | Alex de Minaur Grigor Dimitrow Jordan Thompson Stefanos Tsitsipas   |

### Listopad
| Tydzień | Data         | Turniej                                          | Zwycięzcy                  | Wynik             | Finaliści                             | Półfinaliści                   | Ćwierćfinaliści                                                       |
| ------- | ------------ | ------------------------------------------------ | -------------------------- | ----------------- | ------------------------------------- | ------------------------------ | --------------------------------------------------------------------- |
| 45.     | 3 listopada  | Belgrade Open Belgrad ATP Tour 250 Twarda (hala) | Denis Shapovalov           | 6:4, 6:4          | Hamad Međedović                       | Laslo Đere Jiří Lehečka        | Francisco Cerúndolo Lukáš Klein Fábián Marozsán Christopher O’Connell |
| 45.     | 3 listopada  | Belgrade Open Belgrad ATP Tour 250 Twarda (hala) | Jamie Murray John Peers    | 3:6, 7:6(5), 11:9 | Ivan Dodig Skander Mansouri           | Laslo Đere Jiří Lehečka        | Francisco Cerúndolo Lukáš Klein Fábián Marozsán Christopher O’Connell |
| 45.     | 3 listopada  | Moselle Open Metz ATP Tour 250 Twarda (hala)     | Benjamin Bonzi             | 7:6(6), 6:4       | Cameron Norrie                        | Alex Michelsen Corentin Moutet | Zizou Bergs Quentin Halys Andriej Rublow Bu Yunchaokete               |
| 45.     | 3 listopada  | Moselle Open Metz ATP Tour 250 Twarda (hala)     | Sander Arends Luke Johnson | 6:4, 3:6, 10:3    | Pierre-Hugues Herbert Albano Olivetti | Alex Michelsen Corentin Moutet | Zizou Bergs Quentin Halys Andriej Rublow Bu Yunchaokete               |
| Tydzień | Data         | Turniej                                          | Zwycięzcy                  | Wynik             | Finaliści                             | Półfinaliści                   | Faza grupowa                                                          |
| 46.     | 10 listopada | ATP Finals Turyn ATP Finals Twarda (hala)        | Jannik Sinner              | 6:4, 6:4          | Taylor Fritz                          | Casper Ruud Alexander Zverev   | Carlos Alcaraz Daniił Miedwiediew Alex De Minaur Andriej Rublow       |
| 46.     | 10 listopada | ATP Finals Turyn ATP Finals Twarda (hala)        | Kevin Krawietz Tim Pütz    | 7:6(5), 7:6(6)    | Marcelo Arevalo Mate Pavić            | Casper Ruud Alexander Zverev   | Carlos Alcaraz Daniił Miedwiediew Alex De Minaur Andriej Rublow       |
| Tydzień | Data         | Turniej                                          | Zwycięzcy                  | Wynik             | Finaliści                             | Półfinaliści                   | Ćwierćfinaliści                                                       |
| 47.     | 19 listopada | Puchar Davisa Malaga Twarda (hala)               | Włochy                     | 2-0               | Holandia                              | Australia · Niemcy             | Argentyna · Hiszpania · Kanada · Stany Zjednoczone                    |

### Grudzień
| Tydzień | Data       | Turniej                                                                    | Zwycięzcy | Wynik | Finaliści | Półfinaliści | Faza grupowa |
| ------- | ---------- | -------------------------------------------------------------------------- | --------- | ----- | --------- | ------------ | ------------ |
| 51.     | 18 grudnia | Next Generation ATP Finals Dżudda Next Generation ATP Finals Twarda (hala) |           |       |           |              |              |

## Wielki Szlem
| Turniej         | Gra pojedyncza | Gra podwójna                  | Gra mieszana                           |
| Australian Open | Jannik Sinner  | Rohan Bopanna Matthew Ebden   | Jan Zieliński Hsieh Su-wei             |
| French Open     | Carlos Alcaraz | Marcelo Arévalo Mate Pavić    | Édouard Roger-Vasselin Laura Siegemund |
| Wimbledon       | Carlos Alcaraz | Harri Heliövaara Henry Patten | Jan Zieliński Hsieh Su-wei             |
| US Open         | Jannik Sinner  | Max Purcell Jordan Thompson   | Sara Errani Andrea Vavassori           |

## Wygrane turnieje

### Klasyfikacja tenisistów
| Wygrane | Zawodnik                    | Wielki Szlem | Wielki Szlem | Wielki Szlem | Igrzyska olimpijskie | Igrzyska olimpijskie | Igrzyska olimpijskie | ATP Finals | ATP Finals | Masters 1000 | Masters 1000 | Tour 500 | Tour 500 | Tour 250 | Tour 250 | Łącznie | Łącznie | Łącznie |
| Wygrane | Zawodnik                    | S            | D            | M            | S                    | D                    | M                    | S          | D          | S            | D            | S        | D        | S        | D        | S       | D       | M       |
| ------- | --------------------------- | ------------ | ------------ | ------------ | -------------------- | -------------------- | -------------------- | ---------- | ---------- | ------------ | ------------ | -------- | -------- | -------- | -------- | ------- | ------- | ------- |
| 8       | Jannik Sinner               | 2            |              |              |                      |                      |                      | 1          |            | 3            |              | 2        |          |          |          | 8       | 0       | 0       |
| 6       | Jordan Thompson             |              | 1            |              |                      |                      |                      |            |            |              | 1            |          |          | 1        | 3        | 1       | 5       | 0       |
| 5       | Wesley Koolhof              |              |              |              |                      |                      |                      |            |            |              | 3            |          | 1        |          | 1        | 0       | 5       | 0       |
| 5       | Nikola Mektić               |              |              |              |                      |                      |                      |            |            |              | 3            |          | 1        |          | 1        | 0       | 5       | 0       |
| 4       | Carlos Alcaraz              | 2            |              |              |                      |                      |                      |            |            | 1            |              | 1        |          |          |          | 4       | 0       | 0       |
| 4       | Marcelo Arévalo             |              | 1            |              |                      |                      |                      |            |            |              | 1            |          |          |          | 2        | 0       | 4       | 0       |
| 4       | Mate Pavić                  |              | 1            |              |                      |                      |                      |            |            |              | 1            |          |          |          | 2        | 0       | 4       | 0       |
| 4       | Harri Heliövaara            |              | 1            |              |                      |                      |                      |            |            |              |              |          |          |          | 3        | 0       | 4       | 0       |
| 4       | Henry Patten                |              | 1            |              |                      |                      |                      |            |            |              |              |          |          |          | 3        | 0       | 4       | 0       |
| 4       | Max Purcell                 |              | 1            |              |                      |                      |                      |            |            |              |              |          |          |          | 3        | 0       | 4       | 0       |
| 4       | Andrea Vavassori            |              |              | 1            |                      |                      |                      |            |            |              |              |          | 2        |          | 1        | 0       | 3       | 1       |
| 4       | Nathaniel Lammons           |              |              |              |                      |                      |                      |            |            |              |              |          | 1        |          | 3        | 0       | 4       | 0       |
| 4       | Jackson Withrow             |              |              |              |                      |                      |                      |            |            |              |              |          | 1        |          | 3        | 0       | 4       | 0       |
| 3       | Matthew Ebden               |              | 1            |              |                      | 1                    |                      |            |            |              | 1            |          |          |          |          | 0       | 3       | 0       |
| 3       | Jan Zieliński               |              |              | 2            |                      |                      |                      |            |            |              |              |          | 1        |          |          | 0       | 1       | 2       |
| 3       | John Peers                  |              |              |              |                      | 1                    |                      |            |            |              |              |          | 1        |          | 1        | 0       | 3       | 0       |
| 3       | Tommy Paul                  |              |              |              |                      |                      |                      |            |            |              |              | 1        |          | 2        |          | 3       | 0       | 0       |
| 3       | Simone Bolelli              |              |              |              |                      |                      |                      |            |            |              |              |          | 2        |          | 1        | 0       | 3       | 0       |
| 3       | Julian Cash                 |              |              |              |                      |                      |                      |            |            |              |              |          | 1        |          | 2        | 0       | 3       | 0       |
| 3       | Alexander Erler             |              |              |              |                      |                      |                      |            |            |              |              |          | 1        |          | 2        | 0       | 3       | 0       |
| 3       | Rafael Matos                |              |              |              |                      |                      |                      |            |            |              |              |          | 1        |          | 2        | 0       | 3       | 0       |
| 3       | Jamie Murray                |              |              |              |                      |                      |                      |            |            |              |              |          | 1        |          | 2        | 0       | 3       | 0       |
| 3       | Michael Venus               |              |              |              |                      |                      |                      |            |            |              |              |          | 1        |          | 2        | 0       | 3       | 0       |
| 3       | Matteo Berrettini           |              |              |              |                      |                      |                      |            |            |              |              |          |          | 3        |          | 3       | 0       | 0       |
| 3       | Alejandro Tabilo            |              |              |              |                      |                      |                      |            |            |              |              |          | 1        |          | 2        | 0       | 3       | 0       |
| 3       | Sadio Doumbia               |              |              |              |                      |                      |                      |            |            |              |              |          |          |          | 3        | 0       | 3       | 0       |
| 3       | Fabien Reboul               |              |              |              |                      |                      |                      |            |            |              |              |          |          |          | 3        | 0       | 3       | 0       |
| 2       | Rohan Bopanna               |              | 1            |              |                      |                      |                      |            |            |              | 1            |          |          |          |          | 0       | 2       | 0       |
| 2       | Tomáš Macháč                |              |              |              |                      |                      | 1                    |            |            |              |              |          |          |          | 1        | 0       | 1       | 1       |
| 2       | Kevin Krawietz              |              |              |              |                      |                      |                      |            | 1          |              |              |          | 1        |          |          | 0       | 2       | 0       |
| 2       | Tim Pütz                    |              |              |              |                      |                      |                      | 1          |            |              |              |          | 1        |          |          | 0       | 2       | 0       |
| 2       | Alexander Zverev            |              |              |              |                      |                      |                      |            |            | 2            |              |          |          |          |          | 2       | 0       | 0       |
| 2       | Andriej Rublow              |              |              |              |                      |                      |                      |            |            | 1            |              |          |          | 1        |          | 2       | 0       | 0       |
| 2       | Marcel Granollers           |              |              |              |                      |                      |                      |            |            |              | 2            |          |          |          |          | 0       | 2       | 0       |
| 2       | Horacio Zeballos            |              |              |              |                      |                      |                      |            |            |              | 2            |          |          |          |          | 0       | 2       | 0       |
| 2       | Sebastian Korda             |              |              |              |                      |                      |                      |            |            |              | 1            | 1        |          |          |          | 1       | 1       | 0       |
| 2       | Arthur Fils                 |              |              |              |                      |                      |                      |            |            |              |              | 2        |          |          |          | 2       | 0       | 0       |
| 2       | Sebastián Báez              |              |              |              |                      |                      |                      |            |            |              |              | 1        |          | 1        |          | 2       | 0       | 0       |
| 2       | Alex de Minaur              |              |              |              |                      |                      |                      |            |            |              |              | 1        |          | 1        |          | 2       | 0       | 0       |
| 2       | Jack Draper                 |              |              |              |                      |                      |                      |            |            |              |              | 1        |          | 1        |          | 2       | 0       | 0       |
| 2       | Ugo Humbert                 |              |              |              |                      |                      |                      |            |            |              |              | 1        |          | 1        |          | 2       | 0       | 0       |
| 2       | Giovanni Mpetshi Perricard  |              |              |              |                      |                      |                      |            |            |              |              | 1        |          | 1        |          | 2       | 0       | 0       |
| 2       | Casper Ruud                 |              |              |              |                      |                      |                      |            |            |              |              | 1        |          | 1        |          | 2       | 0       | 0       |
| 2       | Jan-Lennard Struff          |              |              |              |                      |                      |                      |            |            |              |              |          | 1        | 1        |          | 1       | 1       | 0       |
| 2       | Lloyd Glasspool             |              |              |              |                      |                      |                      |            |            |              |              |          | 1        |          | 1        | 0       | 2       | 0       |
| 2       | Máximo González             |              |              |              |                      |                      |                      |            |            |              |              |          | 1        |          | 1        | 0       | 2       | 0       |
| 2       | Lucas Miedler               |              |              |              |                      |                      |                      |            |            |              |              |          | 1        |          | 1        | 0       | 2       | 0       |
| 2       | Andrés Molteni              |              |              |              |                      |                      |                      |            |            |              |              |          | 1        |          | 1        | 0       | 2       | 0       |
| 2       | Neal Skupski                |              |              |              |                      |                      |                      |            |            |              |              |          | 1        |          | 1        | 0       | 2       | 0       |
| 2       | Karen Chaczanow             |              |              |              |                      |                      |                      |            |            |              |              |          |          | 2        |          | 2       | 0       | 0       |
| 2       | Taylor Fritz                |              |              |              |                      |                      |                      |            |            |              |              |          |          | 2        |          | 2       | 0       | 0       |
| 2       | Yuki Bhambri                |              |              |              |                      |                      |                      |            |            |              |              |          |          |          | 2        | 0       | 2       | 0       |
| 2       | Robert Galloway             |              |              |              |                      |                      |                      |            |            |              |              |          |          |          | 2        | 0       | 2       | 0       |
| 2       | Albano Olivetti             |              |              |              |                      |                      |                      |            |            |              |              |          |          |          | 2        | 0       | 2       | 0       |
| 1       | Édouard Roger-Vasselin      |              |              | 1            |                      |                      |                      |            |            |              |              |          |          |          |          | 0       | 0       | 1       |
| 1       | Novak Đoković               |              |              |              | 1                    |                      |                      |            |            |              |              |          |          |          |          | 1       | 0       | 0       |
| 1       | Alexei Popyrin              |              |              |              |                      |                      |                      |            |            | 1            |              |          |          |          |          | 1       | 0       | 0       |
| 1       | Stefanos Tsitsipas          |              |              |              |                      |                      |                      |            |            | 1            |              |          |          |          |          | 1       | 0       | 0       |
| 1       | Sander Gillé                |              |              |              |                      |                      |                      |            |            |              | 1            |          |          |          |          | 0       | 1       | 0       |
| 1       | Joran Vliegen               |              |              |              |                      |                      |                      |            |            |              | 1            |          |          |          |          | 0       | 1       | 0       |
| 1       | Nicolás Barrientos          |              |              |              |                      |                      |                      |            |            |              |              |          | 1        |          |          | 0       | 1       | 0       |
| 1       | Tallon Griekspoor           |              |              |              |                      |                      |                      |            |            |              |              |          | 1        |          |          | 0       | 1       | 0       |
| 1       | Hugo Nys                    |              |              |              |                      |                      |                      |            |            |              |              |          | 1        |          |          | 0       | 1       | 0       |
| 1       | Roberto Bautista-Agut       |              |              |              |                      |                      |                      |            |            |              |              |          |          | 1        |          | 1       | 0       | 0       |
| 1       | Benjamin Bonzi              |              |              |              |                      |                      |                      |            |            |              |              |          |          | 1        |          | 1       | 0       | 0       |
| 1       | Nuno Borges                 |              |              |              |                      |                      |                      |            |            |              |              |          |          | 1        |          | 1       | 0       | 0       |
| 1       | Aleksandr Bublik            |              |              |              |                      |                      |                      |            |            |              |              |          |          | 1        |          | 1       | 0       | 0       |
| 1       | Francisco Cerúndolo         |              |              |              |                      |                      |                      |            |            |              |              |          |          | 1        |          | 1       | 0       | 0       |
| 1       | Marin Cilic                 |              |              |              |                      |                      |                      |            |            |              |              |          |          | 1        |          | 1       | 0       | 0       |
| 1       | Luciano Darderi             |              |              |              |                      |                      |                      |            |            |              |              |          |          | 1        |          | 1       | 0       | 0       |
| 1       | Facundo Díaz Acosta         |              |              |              |                      |                      |                      |            |            |              |              |          |          | 1        |          | 1       | 0       | 0       |
| 1       | Grigor Dimitrow             |              |              |              |                      |                      |                      |            |            |              |              |          |          | 1        |          | 1       | 0       | 0       |
| 1       | Márton Fucsovics            |              |              |              |                      |                      |                      |            |            |              |              |          |          | 1        |          | 1       | 0       | 0       |
| 1       | Marcos Giron                |              |              |              |                      |                      |                      |            |            |              |              |          |          | 1        |          | 1       | 0       | 0       |
| 1       | Hubert Hurkacz              |              |              |              |                      |                      |                      |            |            |              |              |          |          | 1        |          | 1       | 0       | 0       |
| 1       | Jiří Lehečka                |              |              |              |                      |                      |                      |            |            |              |              |          |          | 1        |          | 1       | 0       | 0       |
| 1       | Yoshihito Nishioka          |              |              |              |                      |                      |                      |            |            |              |              |          |          | 1        |          | 1       | 0       | 0       |
| 1       | Denis Shapovalov            |              |              |              |                      |                      |                      |            |            |              |              |          |          | 1        |          | 1       | 0       | 0       |
| 1       | Ben Shelton                 |              |              |              |                      |                      |                      |            |            |              |              |          |          | 1        |          | 1       | 0       | 0       |
| 1       | Lorenzo Sonego              |              |              |              |                      |                      |                      |            |            |              |              |          |          | 1        |          | 1       | 0       | 0       |
| 1       | Guido Andreozzi             |              |              |              |                      |                      |                      |            |            |              |              |          |          |          | 1        | 0       | 1       | 0       |
| 1       | Sander Arends               |              |              |              |                      |                      |                      |            |            |              |              |          |          |          | 1        | 0       | 1       | 0       |
| 1       | Marcelo Tomás Barrios Vera  |              |              |              |                      |                      |                      |            |            |              |              |          |          |          | 1        | 0       | 1       | 0       |
| 1       | Rithvik Choudary Bollipalli |              |              |              |                      |                      |                      |            |            |              |              |          |          |          | 1        | 0       | 1       | 0       |
| 1       | Gonzalo Escobar             |              |              |              |                      |                      |                      |            |            |              |              |          |          |          | 1        | 0       | 1       | 0       |
| 1       | André Göransson             |              |              |              |                      |                      |                      |            |            |              |              |          |          |          | 1        | 0       | 1       | 0       |
| 1       | Luke Johnson                |              |              |              |                      |                      |                      |            |            |              |              |          |          |          | 1        | 0       | 1       | 0       |
| 1       | Shang Juncheng              |              |              |              |                      |                      |                      |            |            |              |              |          |          |          | 1        | 0       | 1       | 0       |
| 1       | Arjun Kadhe                 |              |              |              |                      |                      |                      |            |            |              |              |          |          |          | 1        | 0       | 1       | 0       |
| 1       | Orlando Luz                 |              |              |              |                      |                      |                      |            |            |              |              |          |          |          | 1        | 0       | 1       | 0       |
| 1       | Marcelo Melo                |              |              |              |                      |                      |                      |            |            |              |              |          |          |          | 1        | 0       | 1       | 0       |
| 1       | Andreas Mies                |              |              |              |                      |                      |                      |            |            |              |              |          |          |          | 1        | 0       | 1       | 0       |
| 1       | Ołeksandr Nedowiesow        |              |              |              |                      |                      |                      |            |            |              |              |          |          |          | 1        | 0       | 1       | 0       |
| 1       | Jeevan Nedunchezhiyan       |              |              |              |                      |                      |                      |            |            |              |              |          |          |          | 1        | 0       | 1       | 0       |
| 1       | Vijay Sundar Prashanth      |              |              |              |                      |                      |                      |            |            |              |              |          |          |          | 1        | 0       | 1       | 0       |
| 1       | Rajeev Ram                  |              |              |              |                      |                      |                      |            |            |              |              |          |          |          | 1        | 0       | 1       | 0       |
| 1       | Miguel Ángel Reyes-Varela   |              |              |              |                      |                      |                      |            |            |              |              |          |          |          | 1        | 0       | 1       | 0       |
| 1       | Jean-Julien Rojer           |              |              |              |                      |                      |                      |            |            |              |              |          |          |          | 1        | 0       | 1       | 0       |
| 1       | Joe Salisbury               |              |              |              |                      |                      |                      |            |            |              |              |          |          |          | 1        | 0       | 1       | 0       |
| 1       | Sem Verbeek                 |              |              |              |                      |                      |                      |            |            |              |              |          |          |          | 1        | 0       | 1       | 0       |
| 1       | Zhang Zhizhen               |              |              |              |                      |                      |                      |            |            |              |              |          |          |          | 1        | 0       | 1       | 0       |

### Klasyfikacja państw
| Wygrane | Państwo           | Wielki Szlem | Wielki Szlem | Wielki Szlem | Igrzyska Olimpijskie | Igrzyska Olimpijskie | Igrzyska Olimpijskie | ATP Finals | ATP Finals | Masters 1000 | Masters 1000 | Tour 500 | Tour 500 | Tour 250 | Tour 250 | Łącznie | Łącznie | Łącznie |
| Wygrane | Państwo           | S            | D            | M            | S                    | D                    | M                    | S          | D          | S            | D            | S        | D        | S        | D        | S       | D       | M       |
| ------- | ----------------- | ------------ | ------------ | ------------ | -------------------- | -------------------- | -------------------- | ---------- | ---------- | ------------ | ------------ | -------- | -------- | -------- | -------- | ------- | ------- | ------- |
| 20      | Włochy            | 2            |              | 1            |                      |                      |                      | 1          |            | 3            |              | 2        | 4        | 5        | 2        | 13      | 6       | 1       |
| 20      | Stany Zjednoczone |              |              |              |                      |                      |                      |            |            |              | 1            | 2        | 2        | 6        | 9        | 8       | 12      | 0       |
| 19      | Australia         |              | 3            |              |                      | 2                    |                      |            |            | 1            | 2            | 1        | 1        | 2        | 7        | 4       | 15      | 0       |
| 18      | Wielka Brytania   |              | 1            |              |                      |                      |                      |            |            |              |              | 1        | 4        | 1        | 11       | 2       | 16      | 0       |
| 16      | Francja           |              |              | 1            |                      |                      |                      |            |            |              |              | 4        |          | 3        | 8        | 7       | 8       | 1       |
| 11      | Argentyna         |              |              |              |                      |                      |                      |            |            |              | 2            | 1        | 2        | 3        | 3        | 4       | 7       | 0       |
| 10      | Chorwacja         |              | 1            |              |                      |                      |                      |            |            |              | 4            |          | 1        | 1        | 3        | 1       | 9       | 0       |
| 9       | Niemcy            |              |              |              |                      |                      |                      |            | 2          | 2            |              |          | 3        | 1        | 1        | 3       | 6       | 0       |
| 9       | Holandia          |              |              |              |                      |                      |                      |            |            |              | 3            |          | 2        |          | 4        | 0       | 9       | 0       |
| 8       | Indie             |              | 1            |              |                      |                      |                      |            |            |              | 1            |          |          |          | 6        | 0       | 8       | 0       |
| 7       | Hiszpania         | 2            |              |              |                      |                      |                      |            |            | 1            | 2            | 1        |          | 1        |          | 5       | 2       | 0       |
| 5       | Austria           |              |              |              |                      |                      |                      |            |            |              |              |          | 2        |          | 3        | 0       | 5       | 0       |
| 5       | Brazylia          |              |              |              |                      |                      |                      |            |            |              |              |          | 1        |          | 4        | 0       | 5       | 0       |
| 4       | Salwador          |              | 1            |              |                      |                      |                      |            |            |              | 1            |          |          |          | 2        | 0       | 4       | 0       |
| 4       | Finlandia         |              | 1            |              |                      |                      |                      |            |            |              |              |          |          |          | 3        | 0       | 4       | 0       |
| 4       | Polska            |              |              | 2            |                      |                      |                      |            |            |              |              |          | 1        | 1        |          | 1       | 1       | 2       |
| 4       | Chile             |              |              |              |                      |                      |                      |            |            |              |              |          |          | 2        | 2        | 2       | 2       | 0       |
| 3       | Czechy            |              |              |              |                      |                      | 1                    |            |            |              |              |          |          | 1        | 1        | 1       | 1       | 1       |
| 3       | Nowa Zelandia     |              |              |              |                      |                      |                      |            |            |              |              |          | 1        |          | 2        | 0       | 3       | 0       |
| 2       | Belgia            |              |              |              |                      |                      |                      |            |            |              | 2            |          |          |          |          | 0       | 2       | 0       |
| 2       | Norwegia          |              |              |              |                      |                      |                      |            |            |              |              | 1        |          | 1        |          | 2       | 0       | 0       |
| 2       | Kazachstan        |              |              |              |                      |                      |                      |            |            |              |              |          |          | 1        | 1        | 1       | 1       | 0       |
| 2       | Chiny             |              |              |              |                      |                      |                      |            |            |              |              |          |          |          | 2        | 0       | 2       | 0       |
| 1       | Serbia            |              |              |              | 1                    |                      |                      |            |            |              |              |          |          |          |          | 1       | 0       | 0       |
| 1       | Grecja            |              |              |              |                      |                      |                      |            |            | 1            |              |          |          |          |          | 1       | 0       | 0       |
| 1       | Kolumbia          |              |              |              |                      |                      |                      |            |            |              |              |          | 1        |          |          | 0       | 1       | 0       |
| 1       | Monako            |              |              |              |                      |                      |                      |            |            |              |              |          | 1        |          |          | 0       | 1       | 0       |
| 1       | Bułgaria          |              |              |              |                      |                      |                      |            |            |              |              |          |          | 1        |          | 1       | 0       | 0       |
| 1       | Węgry             |              |              |              |                      |                      |                      |            |            |              |              |          |          | 1        |          | 1       | 0       | 0       |
| 1       | Japonia           |              |              |              |                      |                      |                      |            |            |              |              |          |          | 1        |          | 1       | 0       | 0       |
| 1       | Portugalia        |              |              |              |                      |                      |                      |            |            |              |              |          |          | 1        |          | 1       | 0       | 0       |
| 1       | Ekwador           |              |              |              |                      |                      |                      |            |            |              |              |          |          |          | 1        | 0       | 1       | 0       |
| 1       | Meksyk            |              |              |              |                      |                      |                      |            |            |              |              |          |          |          | 1        | 0       | 1       | 0       |
| 1       | Szwecja           |              |              |              |                      |                      |                      |            |            |              |              |          |          |          | 1        | 0       | 1       | 0       |

## Obronione tytuły
Gra podwójna
- Nikola Mektić – Auckland